# Partito Socialdemocratico "Armonia"
Il Partito Socialdemocratico "Armonia" (in lettone: Sociāldemokrātiskā Partija "Saskaņa" - SDPS; in russo: Социал-демократическая партия «Согласие»), o Partito Socialdemocratico "Concordia" (denominazione utilizzata dal Partito del Socialismo Europeo), è un partito politico lettone di centro-sinistra.
Armonia è un partito politico di centro-sinistra, che in passato ha sostenuto politiche di stampo social-conservatore, ma i cui rappresentanti politici non si identificano come conservatori. Ha avuto legami con il partito Russia Unita fino al 2017, quando ha aderito in sede europea al Partito del Socialismo Europeo. A livello internazionale è membro dell'Alleanza Progressista.
Il partito tutela gli interessi della minoranza russa di Lettonia.

## Storia

### Fondazione
Il partito fu fondato nel 2010 a seguito della confluenza di tre distinti soggetti politici:
- il Partito dell'Armonia Nazionale (TSP);
- il Partito Socialdemocratico (Sociāldemokrātiskā partija - SDP), già Unione Socialdemocratica (Sociāldemokrātu savienība - SDS), fondato nel 2002 a seguito di una scissione dal Partito Socialdemocratico dei Lavoratori di Lettonia;
- Nuovo Centro (Jaunais Centrs - JP), nato nel 2004.

Nel 2011 vi aderì inoltre il Partito della Città di Daugavpils (Daugavpils pilsētas partija - DPP), formazione regionale fondata nel 2000.

### Le elezioni del 2010 e del 2011
In occasione delle elezioni parlamentari del 2010 il partito, al pari dei soggetti politici precursori, è parte integrante del Centro dell'Armonia, insieme al Partito Socialista di Lettonia: la coalizione ottiene il 26% dei voti e 29 seggi, di cui 25 sono conquistati dai socialdemocratici.
L'alleanza viene ripropsota alle elezioni parlamentari del 2011: la coalizione ottiene il 28% dei voti, attestandosi come la prima forza politica del paese; dei 31 seggi conseguiti, 28 vengono assegnati ai socialdemocratici.
Nonostante il successo elettorale, la coalizione non riesce a formare un governo: gli altri partiti presenti in Parlamento (Partito della Riforma, Unità e Alleanza Nazionale) formarono infatti una maggioranza conservatrice (56 seggi su 100), confermando Valdis Dombrovskis come primo ministro.

### Le elezioni del 2014
Agli inizi del 2014 il Centro dell'Armonia si scioglie. Alle imminenti elezioni europee, sia i socialdemocratici che i socialisti concorrono con proprie liste: i primo ottengono il 13,1% dei voti e un seggio (Andrejs Mamikins); i secondi si fermano all'1,5% e non conseguono alcuna rappresentanza.
Alle elezioni parlamentari del 2014 il partito raggiunge il 23% dei voti, affermandosi come la prima forza politica del Paese; nelle liste dell'SDPS sono peraltro inseriti tre candidati socialisti, non risultati eletti.

## Risultati elettorali
| Elezione          | Voti    | %     | Seggi    |
| ----------------- | ------- | ----- | -------- |
| Parlamentari 2010 | 251.397 | 26,04 | 25 / 100 |
| Parlamentari 2011 | 259.930 | 28,36 | 28 / 100 |
| Europee 2014      | 57.863  | 13,14 | 1 / 8    |
| Parlamentari 2014 | 209.887 | 23,15 | 24 / 100 |
| Parlamentari 2018 | 167.117 | 19,80 | 23 / 100 |
| Europee 2019      | 82.604  | 17,56 | 2 / 8    |
| 1. 2.             |         |       |          |